# Roberts (Idaho)
Pour les articles homonymes, voir Roberts.
Roberts est une ville américaine située dans le comté de Jefferson en Idaho.
Selon le recensement de 2010, Roberts compte 580 habitants. La municipalité s'étend sur 0,31 mille carré (0,8 km2), dont 0,30 mille carré (0,78 km2) de terres.